# Wskaźnik zintegrowanej długowieczności powierzchni liści
Wskaźnik zintegrowanej długowieczności powierzchni liści, LAD (ang. – leaf area duration) – jeden ze wskaźników produktywności roślin obliczany przez sumowanie wskaźnika LAI w kolejnych okresach pomiarowych. Wskaźnik pozwala uwzględniać zmiany powierzchni organów asymilacyjnych zachodzące podczas ontogenezy roślin. Większość zmian wynika z procesu starzenia się.